# Malatya (stad)
Malatya  (Aramees: ܡܠܝܛܝܢܐ, Malīṭīná) is een middelgrote stad in Oost-Anatolië, Turkije, en is de hoofdstad van de gelijknamige provincie Malatya. De stad telde in 2012 ongeveer 426.381 inwoners en groeit nog steeds. De stad is gelegen in een bergachtig gebied, tegen de Taurus aan. Het gebied rondom Malatya is het best bekend van de abrikozengaarden, die goed kunnen gedijen op de vruchtbare bodem langs de zijrivieren van de Eufraat. De abrikozen uit Malatya worden onder de zon gedroogd op traditionele wijze en worden over de hele wereld verscheept.
Malatya is tevens de thuisbasis van de İnönü Üniversitesi. Een van de bekendste inwoners is de dertiende-eeuwse Bar-Hebraeus. Tevens is het de geboorteplaats van de 8e president van Turkije Turgut Özal.

## Geschiedenis
Tijdens de tijd van de Hittieten heette de stad Milid en in de tijd van de Arameeërs heette de stad ܡܠܝܛܝܢܐ Malīṭīná. De overblijfselen, genaamd Arslantepe bevinden zich enkele kilometers van de moderne stad af, nabij het dorp Orduzu.
De stad was tijdens de Romeinse Tijd bekend onder de naam Melitene. De stad was toen het basiskamp van het Legio XII Fulminata. Gedurende het vroege christendom was Melitene een metropool. Nog in de 11e eeuw had de stad 56 kerken.
Later kwam de stad onder Byzantijnse en Seltsjoekische heerschappij. In 1516 werd de stad onderdeel van het Ottomaanse Rijk. De overblijfselen van de Byzantijnse en middeleeuwse stad zijn te bewonderen in het enkele kilometers van het moderne Malatya gelegen Batalgazi. De moskee Ulu Camii dateert uit het begin van de 13e eeuw.

## Geografie

### Topografie
Malatya bevindt zich ongeveer in het midden van Turkije en is tevens de hoofdstad van de provincie Malatya. Zij grenst in het oosten aan de provincies Elazığ en Diyarbakır, in het zuiden aan Adıyaman, in het westen aan Kahramanmaraş en in het noorden aan Sivas. In het noorden van de provincie, aan de provinciegrens met Elazığ bevindt zich de Karakaya Dam.

### Klimaat
Malatya heeft een continentaal klimaat met warme, droge zomers en koude, sneeuwrijke winters. De hoogst gemeten temperatuur was 42,2 °C op 31 juli 2000. De laagst gemeten temperatuur was -19 °C op 27 december 2002.

## Sport
Evkur Yeni Malatyaspor is de betaaldvoetbalclub van de stad en speelt haar wedstrijden in het Malatya İnönüstadion.

## Geboren
- Michaël de Grote, (1126-1199), Syrisch-orthodox Patriarch
- Hrant Dink (1954-2007), Armeens-Turks journalist en columnist
- Recai Kutan (1930-2024), politicus
- Ahmet Kaya (1957-2000), Koerdisch-Turks dichter en zanger
- Nursel Köse (1961), actrice, auteur en cabaretière
- Oktay Kaynarca (1965), acteur
- Bülent Korkmaz (1968), voetballer
- Mehmet Topal (1986), voetballer
- Mehmet Güven (1987), voetballer

Adana · Ankara · Antalya · Aydın · Balıkesir · Bursa · Denizli · Diyarbakır · Gaziantep · Kayseri · Mersin · Istanbul · İzmir · İzmit · Konya · Şanlıurfa
Adapazarı · Antiochië (Antakya) · Erzurum · Eskişehir · Kahramanmaraş · Malatya · Manisa · Mardin · Muğla · Altınordu · Samsun · Tekirdağ · Trabzon · Van
Adıyaman · Afyonkarahisar · Ağrı · Akhisar · Aksaray · Alanya · Batman · Bolu · Çanakkale · Ceyhan · Çorlu · Çorum · Darıca · Derince · Düzce · Edirne · Elazığ · Erzincan · Gebze · Giresun · İnegöl · İskenderun · Isparta · Karabük · Karaman · Kırıkkale · Kırşehir · Körfez · Kütahya · Lüleburgaz · Nazilli · Niğde · Osmaniye · Rize · Siirt · Sivas · Tarsus · Tokat · Turgutlu · Uşak · Yalova ·  Zonguldak
- Gemeinsame Normdatei: 4114942-7
- Library of Congress Control Number: n85105600
- Nationale Bibliotheek van Israël: 987007559902305171
- Virtual International Authority File: 153668559